# Shmuel Bentsur
Shmuel Bentsur (geboren als Schmuel Péterfi 15. Juli 1906 in Kolozsvár, Österreich-Ungarn; gestorben 29. April 1973) war ein israelischer Diplomat.

## Leben
Schmuel Péterfi (Felsenstein) heiratete 1930 Sara Weinstein. Sie wanderten 1934 aus Rumänien nach Palästina aus und änderten ihren Nachnamen in Ben-Tsur.
Bentsur war Mapai-Delegierter und reiste 1948 als Vertreter der Israeli Trade Unions erstmals nach Ungarn. Von 1949 bis 1951 war er Konsul Israels in Ungarn. Er war Chef des East European desk des Israelischen Ministeriums für auswärtige Angelegenheiten. 1956 wurde er „erster voller diplomatischer Vertreter Israels … in Österreich“; 1958 wurde er in diesem Amt von Yehezkiel Sahar abgelöst. In den 1960er Jahren war er Botschafter Israels in Bern.
Bentsur sprach u. a. Ungarisch und Deutsch, wie auch seine Frau, die ebenfalls aus Transsilvanien stammte.
Ben-Tsurs Sohn trat ebenfalls in den diplomatischen Dienst ein; er war zweiter Sekretär der israelischen Botschaft in Budapest bis 1967, danach als Berater von Außenminister Eban und ab 1974 als Mitarbeiter des israelischen diplomatischen Dienstes in den Vereinigten Staaten.